# Ceolwulf wessexi király
Ceolwulf (?–611 k.) wessexi király 597-től haláláig.
Cutha fia és Cynric wessexi király unokája. 597-ben a testvérét Ceolt követve került trónra. Az egyetlen harcát 607-ben vezette a sussexi királyság ellen, amely harc a Wight-szigetért folyt.
A trónon Cynegils követte. Soha nem bizonyosodott be, hogy Cynegils Ceolwulf vagy Ceol fia-e.